# Lac Lava
 (juillet 2014).
Si vous disposez d'ouvrages ou d'articles de référence ou si vous connaissez des sites web de qualité traitant du thème abordé ici, merci de compléter l'article en donnant les références utiles à sa vérifiabilité et en les liant à la section « Notes et références ».
Le lac Lava est un lac situé dans la chaîne des Cascades, dans l'État de L'Oregon aux États-Unis. Il se trouve à 40 km à l'ouest de Bend. Il est séparé du Petit lac Lava (en) par une coulée de lave solidifiée.

## Présentation
Il est intégré à la forêt nationale de Deschutes. Avec quelques autres lacs avoisinants, il a été créé par les retenues conséquentes des coulées de lave du mont Bachelor. Au nord, se trouvent les volcans de Broken Top et South Sister.